# Krankenhaus (Bad Reichenhall)

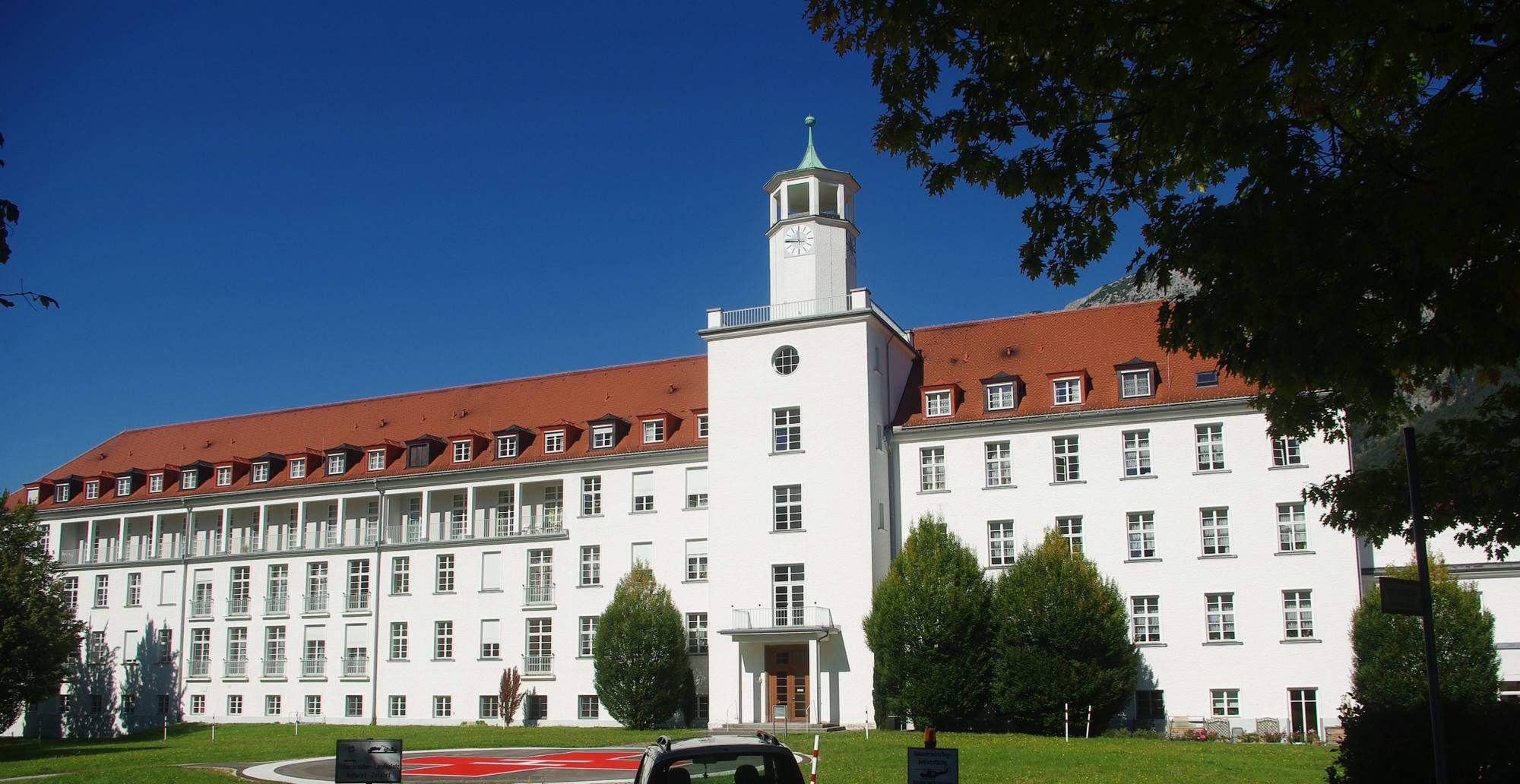
Krankenhaus, Schachnerbau

Das Krankenhaus in Bad Reichenhall wurde zwischen 1928 und 1930 nach Plänen von Richard Schachner als Städtisches Krankenhaus errichtet.
Das ursprüngliche Gebäude, der sogenannte Schachnerbau, steht unter Denkmalschutz und ist unter der Nummer D-1-72-114-245 in die Bayerische Denkmalliste eingetragen.

## Geschichte

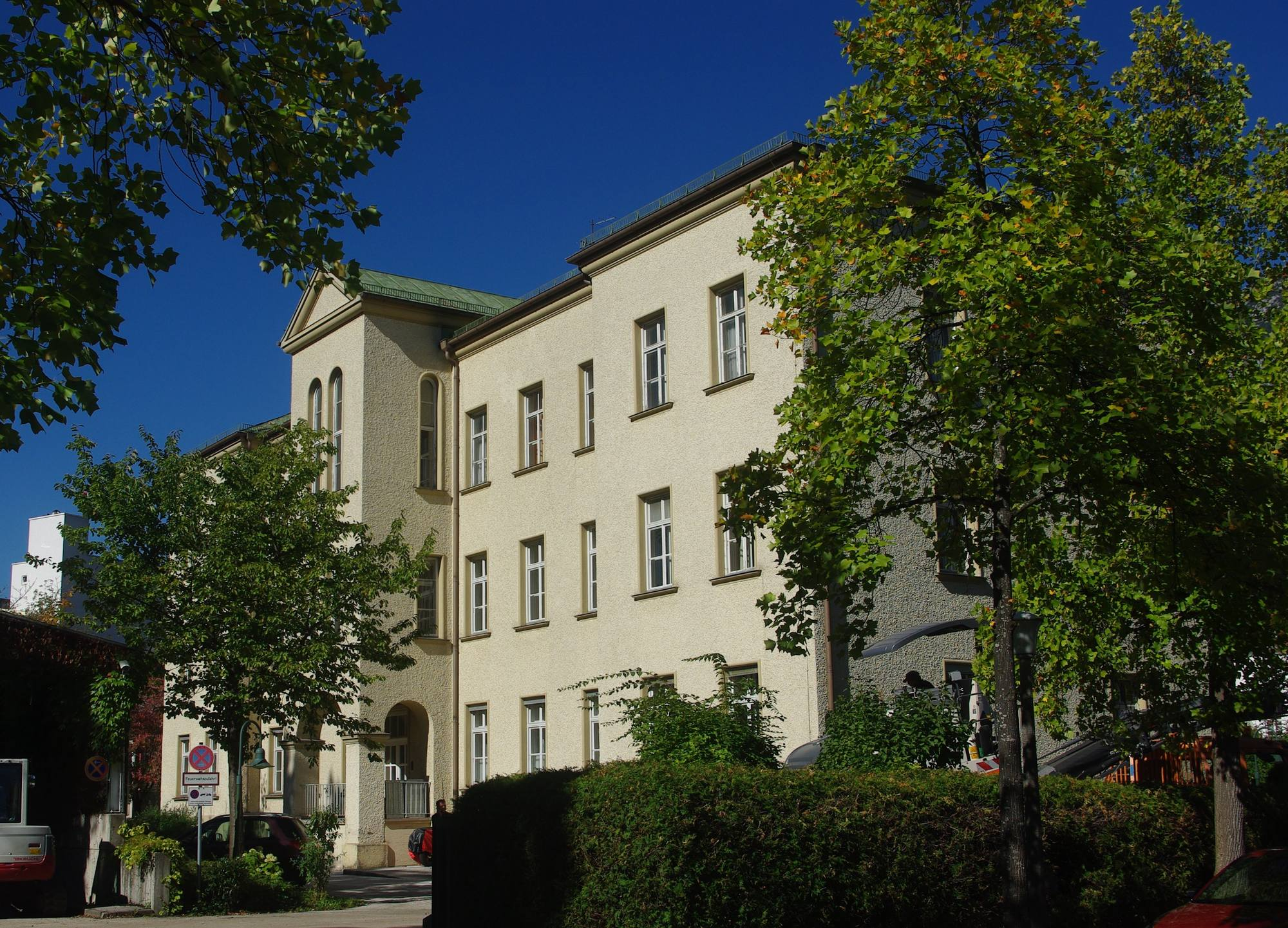
Altes Krankenhaus aus dem 19. Jahrhundert, im Volksmund auch „Stöckl“ genannt

Bevor das Krankenhaus errichtet wurde, gab es in Bad Reichenhall schon mehrere verschiedene Spitäler. Das Spital, das an die heutige St.-Johannes-Spitalkirche angebaut und 1982 abgerissen wurde, erfüllte mehr den Zweck eines Pflege- und Altenheims für verarmte Salinenmitarbeiter. In der Nähe des Hotels Axelmannstein befand sich lange das alte städtische Krankenhaus, das aus dem ehemaligen Leprosenhaus hervorgegangen war. Zwischen 1878 und 1880 wurde im Bereich der Holzlager der Alten Saline ein damals modernes städtisches Krankenhaus errichtet, das zwischen 1894 und 1895 modernisiert und aufgestockt wurde. Das Krankenhaus wurde jedoch Anfang des 20. Jahrhunderts zu klein, weshalb man sich für einen großzügigen Neubau weiter nördlich entschloss. Den Kurbetrieb in Bad Reichenhall wollte man nach dem Ersten Weltkrieg und den damit einhergehenden gesellschaftlichen Veränderungen, die sich im sozialen Spektrum der Kurgäste widerspiegelten, neu ausrichten. Neben der gleichzeitigen Errichtung des Kurmittelhauses beauftragte man deshalb trotz angespannter Finanzlage einen der renommiertesten Architekten für Krankenhaus- und Klinikbauten, Richard Schachner, mit Franz Eirenschmalz als Bauleiter. Die Bauarbeiten waren im April 1930 beendet.
Die Krankenhausverwaltung und die Leitung des Wirtschaftsbetriebs übertrug die Stadt den Mallersdorfer Schwestern, die seit 1867 in Bad Reichenhall in der Krankenpflege tätig waren und noch bis ins Jahr 2000 vor Ort wirkten.
Während der beiden Weltkriege dienten die Krankenhäuser auch als Lazarette. Bad Reichenhall konnte gegen Ende des Zweiten Weltkriegs nicht als Lazarettstadt ausgewiesen werden, obwohl sich in der Stadt fast zwanzig Lazarette befanden. Deshalb waren das Krankenhaus und auch die anderen Lazarette der Stadt nicht mit Roten Kreuzen markiert, als am 25. April 1945 die 8th Air Force der United States Army Air Forces ihren Luftangriff auf Bad Reichenhall ausführte. Das Städtische Krankenhaus, das sich weiter entfernt von den Hauptangriffszielen, dem Bahnhof Bad Reichenhall und dem Bahnhof Kirchberg, befindet, blieb dabei von Schäden verschont, während andere Lazarette zum Teil schwere Schäden erlitten. An diesem Tag starben in der Stadt mindestens 215 Menschen.
Im Jahr 1947 wurde der Chirurgie-Professor Richard Hagemann (1872–1978), der zuvor in Würzburg unter anderem als niedergelassener Chirurg und Leiter der Chirurgischen Poliklinik wirkte, Direktor des Städtischen Krankenhauses.
Zwischen 1962 und 1965 wurde das Krankenhaus nach Entwürfen des Architekten Peter Poelzig durch einen Anbau erweitert. 1992 folgte eine grundlegende Sanierung sowie eine erneute Erweiterung.
Heute ist im Schachnerbau ein Altenheim untergebracht. Die Kliniken Südostbayern nutzen für die Kreisklinik Bad Reichenhall die Erweiterungsbauten aus den 1960er und 1990er Jahren. Das Vorgängerkrankenhaus aus dem späten 19. Jahrhundert gehört ebenfalls zur Kreisklinik und dient als Verwaltungsgebäude. Im Nebengebäude, der ehemaligen Isolierungs- bzw. Seuchenstation, ist die Krankenhausapotheke untergebracht.

## Baubeschreibung
Der Schachnerbau war zum Zeitpunkt der Fertigstellung ein fünfgeschossiges Krankenhaus, das über hundert Kranke aufnehmen konnte. Die Front des Gebäudes ist nach Süden ausgerichtet um das Sonnenlicht möglichst optimal auszunutzen, große Flügeltüren an balkonartigen Ausbauten sollten für eine gute Frischluftzufuhr sorgen. Das Stockwerk für die Privatpatienten erster und zweiter Klasse verfügte zudem über vorgelagerte Loggien, die als Liegeveranda genutzt werden konnten. Der Querbau befindet sich im Goldenen Schnitt des Gebäudes und nimmt neben dem Treppenhaus auch den Aufzug sowie eine Kapelle mit Uhrturm auf. Die Krankenhauswäscherei war in einem Nebengebäude untergebracht, das über einen Arkadengang mit dem Hauptgebäude verbunden war. Errichtet wurde das Gebäude im Heimatschutzstil, der die auf die wesentlichen Bauelemente reduzierte Formensprache der Neuen Sachlichkeit aufnahm.

## Lage
Das ehemalige Städtische Krankenhaus befindet sich an der Riedelstraße in der Nähe der Saalachauen. Es wurde in unmittelbarer Nähe des Vorgängerbaus aus dem späten 19. Jahrhundert errichtet.